# 鄂邑公主
鄂邑公主（前2世纪?—前80年），又称盖主、盖长公主、鄂邑盖长公主或鄂邑长公主。汉朝公主，汉武帝的女儿。

## 生平
公主生年不详，最迟不迟于元狩六年（前117年）。父亲汉武帝逝世后，幼弟汉昭帝登基（前87年）。鄂邑公主是應该唯一確定还活着的公主，公主可能有一个年长于汉昭帝的孙女。汉昭帝增加了姐姐鄂邑公主的汤沐邑，封为长公主，供养在宫庭中。燕王刘旦派使臣达到长安，却没能见到公主。始元元年（前86年），鄂邑长公主和燕王刘旦、广陵王劉胥同时增加封邑万三千户。
鄂邑公主帮助上官桀、上官安父子，使上官安的女儿上官氏在前83年被立为皇后。元凤元年（前80年），又以“长公主共养劳苦，复以蓝田益长公主汤沐邑”。当初，公主有私夫名丁外人，与上官桀相友善，上官桀及其子上官安，曾数以为丁外人求封侯爵，以配长公主（公主只能嫁门当户对的列侯，不为嫁给平民）。当时大将军霍光专权，把持朝政，不许封侯。于是联合上官父子、燕王刘旦、桑弘羊刺杀霍光。事情败露，长公主被迫自杀，儿子文信获得赦免。

## 后续
她的孙子谭曾向主办谋反案的宗正刘德申诉，刘德则指出公主起居无状予以驳斥。

## 考古发现
1970年代出土的居延新简之《甘露二年丞相御史书》文：“甘露二年……诏有逐验大逆无道故广陵王胥御者惠同产弟。故长公主苐御大婢外人，移郡大守，逐得试知。外人者。故长公主大奴，千秋等曰。外人，一名丽戎，字中夫……始元二年中，主女孙为河间王后。后丽戎。游从居主口口苐。养男孙丁子口。元凤元年中，主死，绝户，奴婢没入诸官……”此段文字中提及的故长公主，一般解读为鄂邑公主。长公主的孙女在始元二年（前85年）为河间王后。丁子口可能是长公主的孙子。长公主死于元凤元年（前80年）中，并且绝户。“故长公主苐御大婢外人”中，“苐”同“第”，指长公主的府第。
2014年有报道称，陕西省考古研究院发掘的位于陕西省蓝田县的一座大型西汉墓葬被认为是鄂邑公主之墓。

## 生母、丈夫
史书对鄂邑公主的生母、丈夫均无明确记载。只知道她有一子“文信”、一孙“谭”。
史书称其为盖主、盖公、盖长公主、鄂邑盖长公主。另外《漢書》中，称她为“帝姊”，亦称为“旦姊”。颜师古等称因其丈夫为盖侯而得“盖主”、“盖长公主”之名，张晏认为她是武帝舅盖侯王信的妻子，颜师古认为武帝的舅舅不可能娶武帝的女儿，指盖主的丈夫当为王信的儿子盖顷侯王充，然而并无确实的史料证实。